# Юзес
Юзе́с или Изес (фр. Uzès) — город на юге Франции, в департаменте Гар, в 24 километрах к северу от Нима. Население — 8 тысяч человек.

## История
Древним римлянам известен как Ucetia, поселение, соединённое с Нимом водопроводом, от которого сохранился знаменитый Пон-дю-Гар. В раннем средневековье — епископский город с крупной еврейской общиной, один из семи городов, давших название Септимании. Светскую власть с XI века представляли сеньоры, потом виконты Юзеса (подробнее см. графство Юзес).

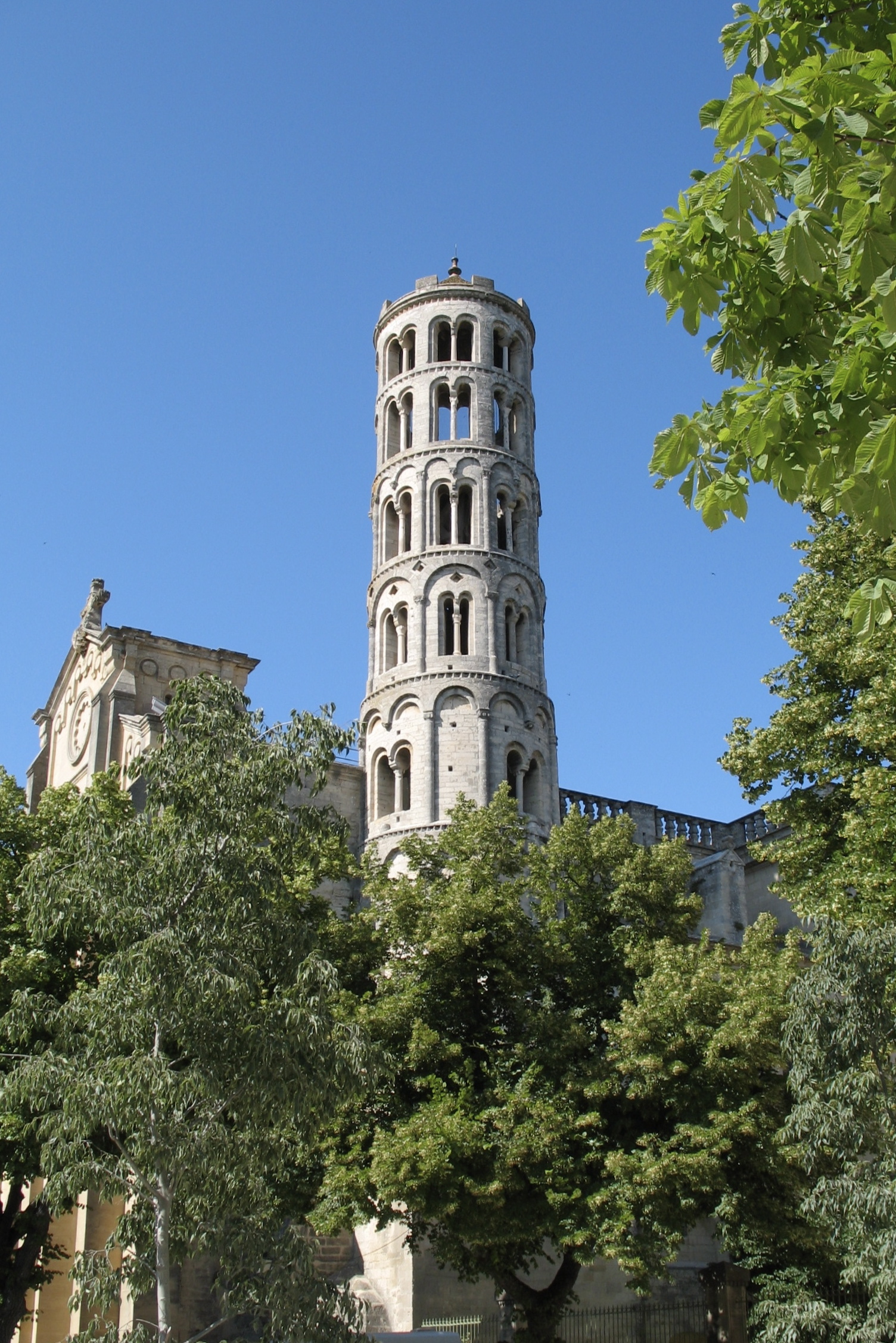
Соборная башня Фенестрель — уникальный памятник лангедокской романики.

В эпоху Религиозных войн виконтский титул носило гугенотское семейство Крюссолей, глава которого после Варфоломеевской ночи перешёл в католичество, за что в пример другим был поощрён титулом герцога Юзеса. После казни маршала Монморанси (1632) Крюссоли по старшинству герцогского титула стали первыми пэрами Франции.
Из древних памятников сохранился полуразрушенный ансамбль замка местных феодалов и так называемая оконная башня — соборная кампанила XI века. Сам собор был выстроен заново после Религиозных войн XVI века. Герцогской усыпальницей с 1635 года и по сей день служит капуцинская часовня.

## Археологические раскопки
С октября 2016 года на прилегающей к городу территории, равной 40 тысячам квадратных метров, ведутся активные археологические раскопки. Причиной тому послужила подготовка к строительству школы, во время которой приглашённые археологи нашли остатки древнеримского поселения Уцетии, датированные I веком до нашей эры. В настоящее время обнаружены фрагменты кирпичных стен, акведук, различные мозаики, посуда.